# Nouveaux économistes
Les nouveaux économistes sont un groupe d'économistes, fondé en 1977 par Jacques Garello. Ancrée au sein du libéralisme économique, et notamment de l'école autrichienne, son but est d'introduire et promouvoir en France les idées néolibérales incarnée par des auteurs comme Friedrich Von Hayek et Ludwig von Mises (économistes de l'école autrichienne).   

## Origines
Le nom du groupe fait référence à celui des nouveaux philosophes. Ils sont liés à l'Association pour la liberté économique et le progrès social (ALEPS) dont les nouveaux économistes sont devenus les principaux animateurs lors de l'apparition de leur collectif.  
Dans les années 1980, les nouveaux économistes connaissent un succès médiatique grâce notamment au succès du livre d'Henri Lepage, Demain le capitalisme. Ils œuvrent notamment à la redécouverte de penseurs libéraux français comme Jean-Baptiste Say et Frédéric Bastiat. Visant à fournir une réponse intellectuelle au socialisme sous la présidence de François Mitterrand, les nouveaux économistes prônent un libéralisme radical et très antiétatiste. Ils bénéficient alors d'une influence non négligeable dans les partis politiques de droite, et tout particulièrement au sein du Parti républicain (composante de l'UDF) alors dirigé par François Léotard. Alain Madelin, qui a des liens proches avec une partie des animateurs du groupe, est alors l'un de leurs principaux relais.  

## Membres
Outre Garello, le groupe se compose initialement de Florin Aftalion, Gérard Bramoullé, Emil Maria Claassen, André Fourçans, Georges Gallais-Hamonno, Frédéric Jenny, Henri Lepage, Daniel Pilisi, Jean-Jacques Rosa, Pascal Salin, André-Paul Weber et Alain Wolfelsperger (le noyau dur se réduisant pour Kevin Brookes à Aftalion, Garello, Lepage et Salin). Nombre d'entre eux sont membres de la Société du Mont Pèlerin.